# مقاطعة بنغو
مقاطعة بنغو، من مقاطعات أنغولا الثمانية عشر، تبلغ مساحتها 33.016 كم²، وعدد سكان يقارب 450.000 نسمة (حسب إحصائيات 2006)، عاصمتها كاكسيتو.
تحيط بالمقاطعة كل من مقاطعة زائير من الشمال، مقاطعة اويغة من الشمال الشرقي، مقاطعة كوانزا الشمالية من الشرق ومقاطعة كوانزا الجنوبية من الجنوب. بالإضافة إلى أنها تحيط بمقاطعة لواندا من الغرب، فهي بذلك تطل على المحيط الأطلسي من جهتين.

## بلديات مقاطعة بنغو
داندي أو بارا دو داندي (Barra do Dande) - نامبوانجونجو (Nambuangongo)

## بلدات مقاطعة بنغو
أمبريز (Ambriz)

## مواقع خارجية
- خريطة تظهر مختلف بلدات مقاطعة بنغو